# Vahana
Een vahana of vāhana is een wezen, meestal een dier of mythische entiteit, dat als voertuig van een deva wordt gebruikt. Het wordt ook wel als rijdier aangeduid.
De vahana wordt soms symbolisch afgebeeld, als goddelijk attribuut van de deva. Het sanskriet vah betekent dragen of transporteren.
Er bestaat veel iconografie en mythologie rondom de samenwerking van vahana en de deva die op de vahana rijdt.
Vahana komt overeen met het boeddhistische 'yana', vandaar hinayana en mahayana, respectievelijk klein en groot voertuig.

## Lijst van vahana's
| Vahana                                 | Deva | Afbeelding                                             |
| -------------------------------------- | --- | ------------------------------------------------------ |
| Muis of rat genaamd Mashika            | Ganesha | Ganesha rijdt op zijn muis, ca. 1820                   |
| Paard                                  | Boedha, Revanta, Chandra (strijdwagen met 10 witte paarden), Indra (strijdwagen wordt getrokken door een paard genaamd Uchchaihshravas), Surya (strijdwagen wordt getrokken door 7 paarden of een paard met zeven hoofden), Kubera, Kalkin | Uchchaihshravas, ca. 1800                              |
| Garoeda                                | Vishnoe, Krishna, Matrikas/Vaishnavi | Garoeda                                                |
| Ram                                    | Agni, Chandra (strijdwagen met 10 rammen) | Agni, 18e eeuw                                         |
| Stier (genaamd Nandi)                  | Shiva, Parvati, Maheshvari | Shiva en Parvati op Nandi                              |
| Pauw                                   | Karktikeya of Murugan (pauw genaamd Parvani), Sarasvati, Matrikas/Kaumari | Karktikeya                                             |
| Hond                                   | Mahakala (een vorm van Shiva afgebeeld met een hond op de achtergrond), Hadkai Maa | Bhairava staat voor een hond, ca. 1820                 |
| Hamsa (gans of zwaan)                  | Brahma, Sarasvati, Brahmani, Hingraj Mata | Hamsa uit de eerste eeuw                               |
| Makara                                 | Ganga, Varuna, Kama | Varuna, 1675-1700                                      |
| Tijger (een vorm van de vahana, Dawon) | Ayyappan, Durga of Parvati, | Durga, op haar vahana, vecht met Mahishasura, 18e eeuw |
| Leeuw (een vorm van de vahana, Dawon)  | Durga of Parvati, Rahu (blauwe of zwarte leeuw), Jagaddhatri | Jagaddhatri Devi                                       |
| Olifant                                | Lakshmi, Indra (olifant genaamd Airavata), Indrani, Brihaspati | Indra en Sachi rijden op Airavata, 1670-1680           |
| Papegaai                               | Kama | Kama, 18e/19e eeuw                                     |
| Antilope                               | Chandra, Vayu | Vayu, 19e eeuw                                         |
| Waterbuffel                            | Yama, Varahi, Vihot Mata | Yama, ca. 1820                                         |
| Kat                                    | Shashti | Shasti, 1900                                           |
| Ezel                                   | Kaalratri, Shitala, Kali | Shitala, 19e eeuw                                      |
| Uil                                    | Lakshmi, Chamunda | Lakshmi met haar vahana naast zich                     |
| Adelaar                                | Ketu | Ketu, 1842                                             |
| Gier                                   | Shani | Shani, 1842                                            |
| Kraai                                  | Shani, Alakshmi, Dhumavati |                                                        |
| Schildpad                              | Yamuna, Varuna |                                                        |
| Haan                                   | Bahuchara Mata |                                                        |
| Koe                                    | Ushas (strijdwagen met 7 koeien) |                                                        |
| Slang                                  | Kamakhya, Manasa |                                                        |
| Varken                                 | Rati | -                                                      |
| Geit                                   | Pushan (chariot of) | -                                                      |
| Krokodil (genaamd Makara)              | Shukra, Varuna |                                                        |
| Kameel                                 | Momai Maa (Dashaa Maa), Ushtravahini Devi, Kalyana Anajaneya | -                                                      |
| Man                                    | Nairruti |                                                        |